# New York blues
Le New York blues est un genre de blues, caractérisé par des influences de jazz importantes et un son plus moderne et urbain que le blues traditionnel. Il s'est développé à New York dans la première partie du XXe siècle, et s'est rapidement répandu vers d'autres grandes villes.

## Musiciens de New York blues
- Cab Calloway
- Louis Jordan
- Lucky Millinder
- Popa Chubby
- Steve Johnson
- Bill Perry
- Big Maybelle
- Arnett Cobb
- Erskine Hawkins
- Al Hibbler
- Buddy Johnson
- Sam Taylor
- Big Joe Turner
- Cleanhead Vinson
- Cootie Williams